# 蒂埃里·佩勒
蒂埃里·佩勒（法語：Thierry Perreux，1963年3月4日—），生于苏瓦西苏蒙莫朗西，法国男子手球运动员。他曾代表法国参加1992年夏季奥林匹克运动会手球比赛，获得一枚铜牌。